# Blakehurst
Blakehurst – geograficzna nazwa dzielnicy (przedmieścia), położona na terenie samorządu lokalnego Kogarah, wchodzącego w skład aglomeracji Sydney, w stanie Nowa Południowa Walia, w Australii.

## Galeria

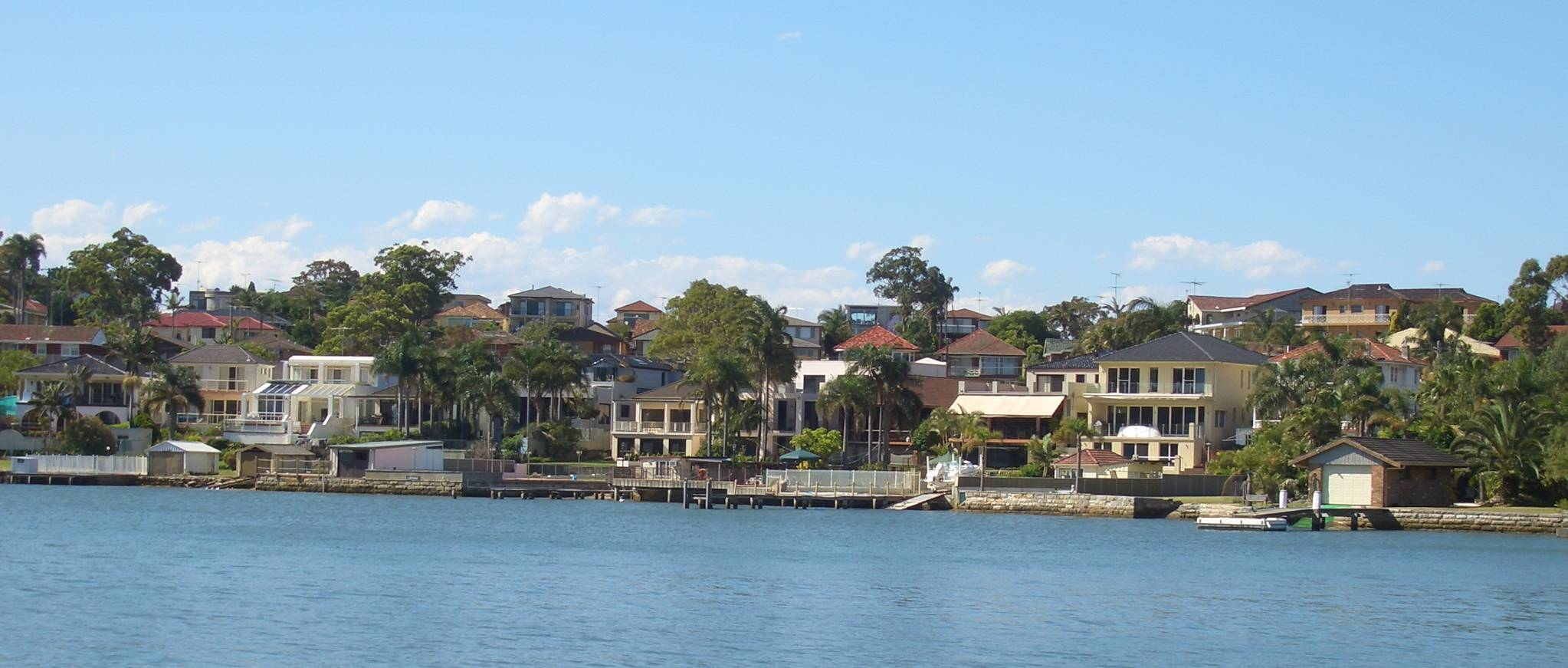
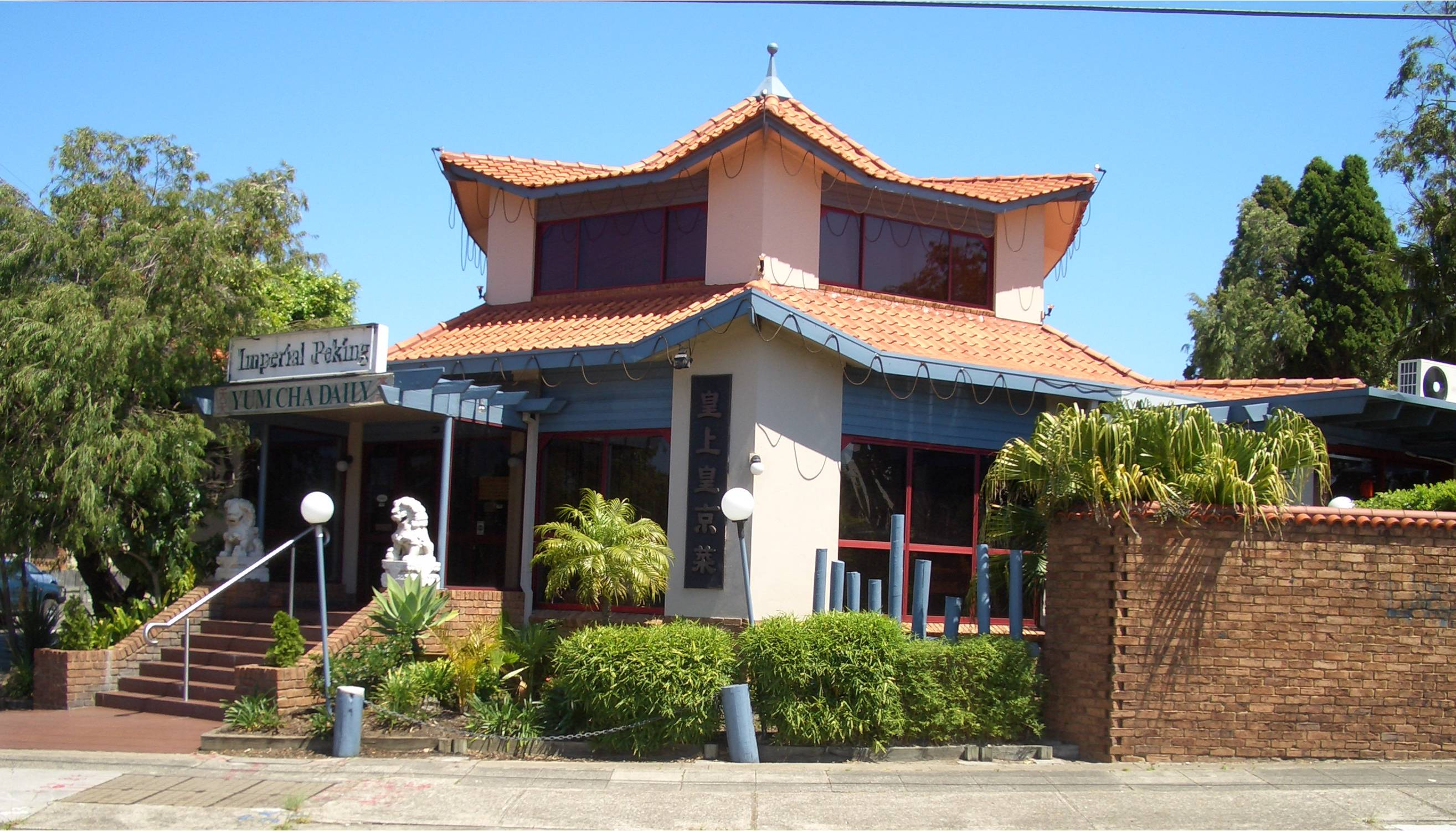
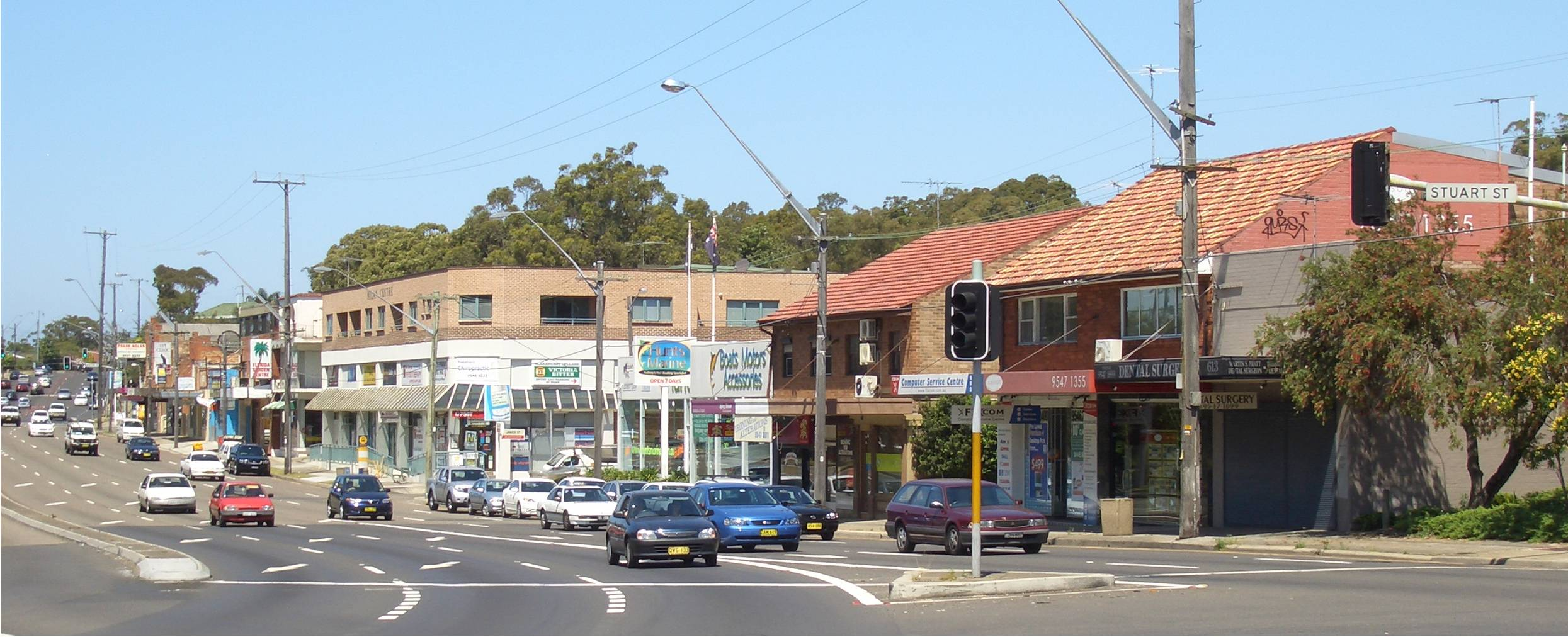

## Kamera
- Princes Highway Blakehurst